# Cá niên
Cá niên, còn gọi là cá sỉnh cao hay cá mát (danh pháp khoa học: Onychostoma gerlachi, W. K. H. Peters, 1881 danh pháp đồng nghĩa: Varicorhinus (Onychostoma) babeensis (Nguyen & Nguyen, 2001), Varicorhinus (Onychostoma) thacbaensis (Nguyen & Ngo, 2001), Varicorhinus yeni (Nguyen & Ngo, 2001)) là một loài cá nước ngọt trong chi Cá sỉnh thuộc họ Cá chép. Đây là một loài có giá trị kinh tế.
Người Tày, Người Thái gọi cá niên là peea khính, pa khính. Người dân tộc Hrê bản địa gọi là cai-lin, người Kor gọi là ca-da-lết hay jia-liếc, do cá niên khá giống với cá diếc. Vì có hình dáng, màu sắc đẹp, và sống ở nguồn nước trong xanh và ăn rong rêu dưới suối, rất sạch nên cá niên là hiện thân cho cái đẹp và người Hrê thường dùng cụm từ Lem tia cai-lin (em đẹp như cá niên) để khen ngợi những người con gái mới lớn xinh đẹp một cách hoàn thiện từ vóc dáng, tâm hồn đến tính cách.

## Phân bố
Loài cá này sinh sống trong lưu vực các sông Chao Phraya và Mê Kông, sông Nậm Ma (sông Mã tại Việt Nam), các con sông nhánh của Sông Lam-Nghệ Tĩnh, vùng Đakrông và Hướng Hóa ở Quảng Trị, sông Hồng và sông Nanpanjiang (sông Nam Bàn Giang), sông A Vương (Quảng Nam).
Ở Việt Nam, loài cá này sinh trưởng tự nhiên trên khắp các sông suối thuộc các huyện miền núi: các huyện miền núi tỉnh Nghệ An, Hà Tĩnh, Ba Tơ, Sơn Hà, Minh Long, Trà Bồng, Tây Trà và Sơn Tây ở miền tây Quảng Ngãi, Bình Định. Cá niên còn sống dọc các khe suối vùng cao từ Thanh Hóa đến Bình Định. Ở Quảng Nam, chúng có mặt ở các sông suối trên địa bàn các huyện Bắc Trà My, Nam Trà My, Tiên Phước, Nam Giang, Tây Giang, Đông Giang.., nhưng nhiều và ngon nhất là cá niên sống trên sông Tranh, qua các huyện Nam Trà My và Bắc Trà My.

## Đặc điểm
Nhìn bề ngoài, hình dạng cá niên hơi giống cá chép nhưng thân mình thon thả hơn, khi trưởng thành to bằng 3 ngón tay người lớn ghép lại và dài khoảng hơn gang tay (khoảng 30 cm). Đặc biệt cá niên có màu ánh bạc và phần vây pha chút màu vàng nhạt, óng ánh dưới ánh nắng mặt trời. Thịt cá niên trắng, thơm, không tanh, lại lành, nhiều chất dinh dưỡng, xương cá niên rất cứng và cá niên có nhiều xương hom. Ruột cá niên rất đắng. Có loại cá chỉ to từ 2 đến 3 ngón tay, dài gần bằng gang tay, thân dẹt, có màu trắng bạc, vi đỏ quanh mồm mọc nhiều hạt trắng tròn. Cá niên chỉ sống bằng rong tảo ở thượng nguồn hoặc ăn những con bọ đá nên thịt thơm ngon, ngọt tinh khiết.

## Tập tính
Cá niên thường sống theo bầy đàn, tập trung nhiều ở những vùng nước sâu dọc các con sông, suối đầu nguồn, gần thác nước, sông, suối làm nơi cư trú nhưng chỗ ưa thích nhất của cá niên là dưới chân các con thác, ghềnh đá, nhất là dưới những chân thác bọt nước tung trắng xóa. Chúng luôn bơi ngược dòng nước xiết nhưng không bao giờ vượt thác. Do phải thường xuyên gồng mình lên trước sức nước nơi chân thác mới có thể trụ lại được Loài cá này chỉ ăn rêu và con hà bám trên gờ đá. Chúng thường sống theo bầy, nhưng do chúng ở trong các gộp đá dưới chân thác và dòng nước chảy nên rất khó bắt. Chúng xuất hiện vào mùa xuân, hè nhưng thường rộ nhất vào 6 tháng mùa khô. Cá niên ban ngày nhanh nhẹn, khôn khéo, rất khó bắt nên thường người dân đi bắt vào ban đêm, khi cá di chuyển chậm hơn.
Cá mát sống từng đàn ở các khe đá và nơi thác nước chảy xiết, chúng thường bơi kiếm ăn vào ban đêm. Vào lúc trời tối cá bắt đầu theo nhau đi tìm kiếm các loại côn trùng trên mặt nước, các loại rong tảo bám vào đá nơi thác chảy. Bắt đầu từ tháng 8 Âm lịch là mùa cá mát, khi qua các thác đầu nguồn sông Giăng, cá mát tập trung xuất hiện nhiều chao lượn trắng bạc. Tại Quảng Trị, hầu như cá mát chỉ sống được ở những vùng nước trong hoặc có thác của các con suối ở Hướng Hóa và Đakrông, phần vì mùa cá chỉ kéo dài từ khoảng tháng 2 đến tháng 5 âm lịch, loài cá có nhiều ở vùng nước trong hoặc thác trên các con suối ở đây, loại cá này sinh sống nhiều nhất ở phía thượng nguồn của sông, vùng có nước sạch hay ở các con thác. Mùa đánh bắt được nhiều cá mát nhất ở Quảng Trị là vào các tháng 3, 4 và 5 âm lịch.

## Khai thác
Cá xuất hiện ở hai mùa hè và mùa xuân, nhưng cách dùng mồi câu cá ở mỗi mùa cũng khác nhau. Từ tháng 11 đến tháng Chạp, có thể dùng trùn chỉ để làm mồi, nhưng sau Tết, phải dùng mồi bọ đá hoặc mồi sâu xanh. Người ta thường dùng lưới vây kín mặt suối mới mong bắt được vài con cho một lần quăng lưới. Người câu cá niêng phải ngâm mình dưới nước, cần câu phải nằm dọc theo mặt nước và liên tục co duỗi tay theo chiều nước chảy, người dân ở đây gọi là câu thụt. Trước đó, từng đàn cá niên tung tăng bơi lội giữa làn nước trong xanh. Loài cá này còn là nguồn thực phẩm chủ yếu trong bữa cơm của những người dân vùng cao. Hiện nay do khai thác quá mức nên chúng có nguy cơ sụt giảm và cá niên đã trở thành đặc sản nức tiếng nên khó đánh bắt hơn trước và mức giá khá cao.
Cá mát không xa lạ với những người thường xuyên lên vùng cao Quảng Trị, ngoài ra Sông Giăng là nơi sinh tụ của loài cá mát. Loài cá này ngày càng trở nên hiếm dần do nạn đánh bắt quá sức, nhất là việc đánh bắt bằng thuốc nổ, nguồn cá sông Giăng, nhất là loài cá mát đang dần bị cạn kiệt có nguy cơ tiệt chủng. Ngày nay thì cá hiếm khá hiếm, muốn ăn cá mát người ta phải đi mãi vào tận khe sâu vài hôm mới có vài gắp cá mát. Người dân tộc Thái thường chế biến cá thành những món ăn truyền thống như: Pa pính phé, Pa pính tộp, pa pính giảo, hò mọc pa ngoài ra còn món món ăn từ cá mát là cheo cá mát của người Pa Kô, Vân Kiều. Cá mát sau khi bắt từ suối về, mổ bụng, làm sạch ruột, đánh vẩy rồi treo trên giàn bếp, rồi đem cá ra phơi. Một thời gian sau, khi con cá khô quắt lại. Mỗi lần làm cheo, người Pa Kô, Vân Kiều sẽ lấy một ít cá mát khô, bỏ xương, đầu cho vào cối giã cùng muối sống, ớt, tiêu và quả cả nướng họ sẽ giã cho đến khi thịt cá tơi ra và gia vị quyện vào cá.

## Ẩm thực
Cá niên là nguyên liệu để làm thành món ngon và đặc sản của địa phương. Phổ biến nhất là cá niên kho, cá niên nấu rau răm, bên cạnh là các món nướng, chiên giòn và món cá niên nướng chấm với muối ớt và rau dớn đi kèm. Cá niên có thể chế biến nhiều cách như chiên giòn, làm gỏi, hấp, nấu nghệ, kho… nhưng ngon nhất, đặc trưng nhất phải kể đến là món cá niên nướng với vị béo, bùi, dai của thịt, giòn và ngọt của xương và vị đắng nhân nhẫn của mật và bộ ruột của cá món cá niêng rau dớn là đặc sản của vùng Bình Định.
Cá niên là món ăn đặc sản của chốn đại ngàn trên dải đất miền Trung xứ Quảng, đặc biệt là ở các huyện miền núi Quảng Ngãi. Trước đây nó là món ăn dân dã của đồng bào dân tộc vùng cao, nhưng dần dà theo các thương lái xuôi về phố thị bán cho các nhà hàng, quán nhậu và trở thành món ăn đặc sản đãi khách phương xa. Ở miền xuôi, cá niên được xem là sản vật sang riêng có của vùng cao miền Trung. Sang không chỉ cách chọn môi trường sống là những ghềnh đá, suối nước chảy xiết, mà cả cách chế biến, thưởng thức cá cũng đòi hỏi hết sức cầu kì của những người sành ăn.